# Zator, Lillpolens vojvodskap
Zator (tyska: Neuenstadt an der Schaue, wymysöriska: Naojśtaod) är en stad i gmina Zator i Powiat oświęcimski i det polska vojvodskapet Lillpolen. Zator är beläget vid floden Skawa och hade 3 726 invånare år 2006.
Under andra världskriget inlemmades Zator i Tredje riket som en del av Provinsen Oberschlesien.

## Sevärdheter
- Slottet i Zator, uppfört år 1445
- Judiska begravningsplatsen
- Energylandia nöjespark

## Vänorter
- Berekfürdő, Ungern
- Bojnice, Slovakien